# Víctor García (Leichtathlet)
Víctor García Blázquez (* 13. März 1985 in Madrid) ist ein spanischer Hindernis- und Langstreckenläufer.
2011 schied er über 3000 Meter bei den Halleneuropameisterschaften in Paris und über 3000 Meter Hindernis bei den Weltmeisterschaften in Daegu im Vorlauf aus.
2012 scheiterte er über 3000 Meter bei den Hallenweltmeisterschaften in Istanbul in der ersten Runde. Über 3000 Meter Hindernis gewann er bei den Europameisterschaften in Helsinki Bronze und erreichte bei den Olympischen Spielen in London im Vorlauf nicht das Ziel.
Bei den Europameisterschaften 2014 in Zürich gab er über 3000 Meter Hindernis im Vorlauf aus.
2014 wurde er Spanischer Meister über 3000 Meter Hindernis und 2012 Spanischer Hallenmeister über 3000 Meter.

## Persönliche Bestzeiten
- 3000 m (Halle): 7:51,95 min, 19. Februar 2011, Valencia
- 3000 m Hindernis: 8:15,20 min, 7. Juni 2012, Huelva